# Mercedes Chilla
Mercedes Chilla López (Jerez de la Frontera, Cádiz, 19 de enero de 1980) es una exatleta española especialista en lanzamiento de jabalina. Ha representado a España en los Juegos Olímpicos de Atenas 2004 y Pekín 2008, donde obtuvo plaza de finalista, y en varios Campeonatos del Mundo. También ha conseguido medallas en competiciones internacionales el Europeo de Atletismo, la Universiada y los Juegos Mediterráneos, alcanzando el oro en un Campeonato Iberoamericano de Atletismo. Ha sido diez veces campeona de España y es la actual plusmarquista nacional de la prueba con 64,07 metros.

## Trayectoria deportiva

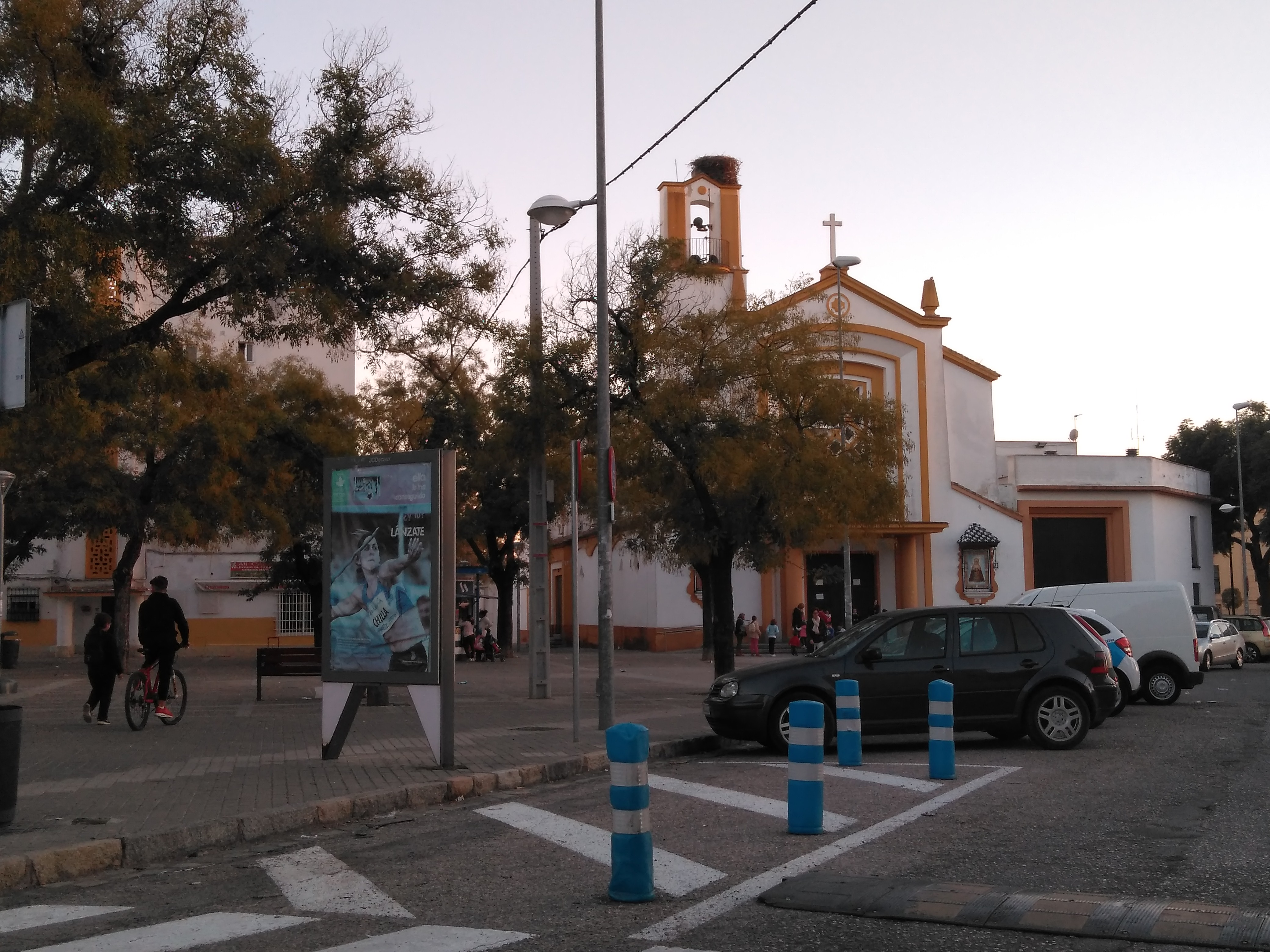
Campaña deportiva con la imagen de Chilla

Después de probar en varios deportes como el baloncesto y el balonmano, empezó a practicar el lanzamiento de jabalina a los quince años de la mano de José María Vega, quien sería su entrenador durante toda su carrera. En 2000 batió por primera vez el récord de España, con 57,91 metros. Fue plata en el Campeonato de Europa sub-23 de Ámsterdam 2001 y alcanzó de nuevo el podio en la Universiada de 2003, llevándose el bronce. Asistió a los Juegos Olímpicos de Atenas 2004 donde, lesionada, no pudo pasar de la 22.ª posición en la calificación.
En la temporada de 2006 cosechó numerosos éxitos a nivel europeo. Comenzó con un bronce en la Copa de Europa de Lanzamientos de Invierno y repitió quedando tercera en la Copa de Europa. Completó el trío de bronces alcanzando el podio en el Campeonato Europeo celebrado en Gotemburgo. Fue la primera atleta española que ganó una medalla internacional en la categoría de lanzamientos. Pocos días después batió su récord de España con un lanzamiento de 63,20 metros en el meeting de Herculis que tiene lugar cada año en Mónaco.
Sufrió distintas lesiones entre 2008 y 2010 que dificultaron su carrera internacional. Aun así pudo acudir a los Juegos de Pekín 2008, clasificándose para la final y quedando octava. Compitió en el Mundial de Atletismo de Berlín 2009, aunque no logró pasar a la final. En 2010 se acerca a su marca personal con 62,39 metros, lanzamiento que le valió para llevarse el oro en el Iberoamericano celebrado en San Fernando. Una semana después estableció un nuevo récord nacional, llevando la jabalina hasta los 64,07 metros, quinta mejor marca europea del año. Participó en el Europeo celebrado en Barcelona, clasificándose para la final y quedando sexta.
En 2012 sufrió una grave lesión, aunque consiguió volver a la competición al año siguiente.
En 2014 montó un negocio de CrossFit y en 2016 abandonó temporalmente la jabalina para dedicarse a esta actividad. Sin embargo, en 2018 retomó la competición logrando en 2019 su 17.ª medalla en el campeonato de España. Ese mismo año ganó el oro en el campeonato mundial máster, celebrado en Málaga.
En 2021, tras dos años sin competir a causa de la pandemia de COVID-19, anunció su retirada definitiva.
En 2007 fue nombrada hija predilecta de la provincia de Cádiz por sus méritos deportivos.

## Competiciones internacionales
| Representando a España en lanzamiento de jabalina \| Año \| Competición \| Sede \| Puesto \| Marca \| \| ---- \| --------------------------------- \| ------------------- \| ----------------- \| ------------ \| \| 1998 \| Campeonato del Mundo Júnior \| Annecy \| 23.º (c.) \| 45,45 m[n 1] \| \| 1999 \| Campeonato de Europa Júnior \| Riga \| 10.º \| 51,03 m \| \| 2000 \| Campeonato Iberoamericano \| Río de Janeiro \| Medalla de bronce \| 55,99 m \| \| 2001 \| Juegos Mediterráneos \| Túnez \| 6.º \| 57,78 m \| \| 2001 \| Campeonato de Europa Sub-23 \| Ámsterdam \| Medalla de plata \| 57,78 m \| \| 2002 \| Campeonato Iberoamericano \| Ciudad de Guatemala \| 4.º \| 57,78 m \| \| 2003 \| Copa de Europa \| Florencia \| 6.º \| 56,71 m \| \| 2004 \| Campeonato Iberoamericano \| Huelva \| 5.º \| 54,34 m \| \| 2004 \| Copa de Europa \| Bydgoszcz \| 5.º \| 56,46 m \| \| 2004 \| Juegos Olímpicos \| Atenas \| 22.º (c.) \| 58,45 m \| \| 2005 \| Juegos Mediterráneos \| Almería \| Medalla de bronce \| 57,78 m \| \| 2005 \| Campeonato del Mundo \| Helsinki \| 15.º (c.) \| 58,38 m \| \| 2006 \| Copa de Europa \| Málaga \| 3.º \| 60,22 m \| \| 2006 \| Campeonato de Europa \| Gotemburgo \| Medalla de bronce \| 61,98 m \| \| 2007 \| Copa de Europa \| Múnich \| 4.º \| 58,86 m \| \| 2007 \| Campeonato del Mundo \| Osaka \| 27.º (c.) \| 53,64 m \| \| 2008 \| Campeonato Iberoamericano \| San Fernando \| Medalla de oro \| 62,39 m \| \| 2008 \| Juegos Olímpicos \| Pekín \| 8.º \| 58,13 m \| \| 2009 \| Campeonato de Europa por Naciones \| Leiría \| 6.º \| 58,43 m \| \| 2009 \| Campeonato del Mundo \| Berlín \| 18.º (c.) \| 56,68 m \| \| 2010 \| Campeonato de Europa por Naciones \| Bergen \| 6.º \| 55,83 m \| \| 2010 \| Campeonato de Europa \| Barcelona \| 6.º \| 61,40 m \| \| 2011 \| Campeonato de Europa por Naciones \| Estocolmo \| 5.º \| 58,71 m \| \| 2011 \| Campeonato del Mundo \| Daegu \| 16.º (c.) \| 58,34 m \| \| 2013 \| Campeonato de Europa por Naciones \| Gateshead \| 2.º \| 58,55 m \| \| 2014 \| Campeonato de Europa por Naciones \| Braunschweig \| 6.º \| 56,03 m \| \| 2014 \| Campeonato de Europa \| Zúrich \| 10.º \| 57,91 m \| \| 2015 \| Campeonato de Europa por Naciones \| Cheboksary \| 6.º \| 54,02 m \| | Representando a España en lanzamiento de jabalina \| Año \| Competición \| Sede \| Puesto \| Marca \| \| ---- \| --------------------------------- \| ------------------- \| ----------------- \| ------------ \| \| 1998 \| Campeonato del Mundo Júnior \| Annecy \| 23.º (c.) \| 45,45 m[n 1] \| \| 1999 \| Campeonato de Europa Júnior \| Riga \| 10.º \| 51,03 m \| \| 2000 \| Campeonato Iberoamericano \| Río de Janeiro \| Medalla de bronce \| 55,99 m \| \| 2001 \| Juegos Mediterráneos \| Túnez \| 6.º \| 57,78 m \| \| 2001 \| Campeonato de Europa Sub-23 \| Ámsterdam \| Medalla de plata \| 57,78 m \| \| 2002 \| Campeonato Iberoamericano \| Ciudad de Guatemala \| 4.º \| 57,78 m \| \| 2003 \| Copa de Europa \| Florencia \| 6.º \| 56,71 m \| \| 2004 \| Campeonato Iberoamericano \| Huelva \| 5.º \| 54,34 m \| \| 2004 \| Copa de Europa \| Bydgoszcz \| 5.º \| 56,46 m \| \| 2004 \| Juegos Olímpicos \| Atenas \| 22.º (c.) \| 58,45 m \| \| 2005 \| Juegos Mediterráneos \| Almería \| Medalla de bronce \| 57,78 m \| \| 2005 \| Campeonato del Mundo \| Helsinki \| 15.º (c.) \| 58,38 m \| \| 2006 \| Copa de Europa \| Málaga \| 3.º \| 60,22 m \| \| 2006 \| Campeonato de Europa \| Gotemburgo \| Medalla de bronce \| 61,98 m \| \| 2007 \| Copa de Europa \| Múnich \| 4.º \| 58,86 m \| \| 2007 \| Campeonato del Mundo \| Osaka \| 27.º (c.) \| 53,64 m \| \| 2008 \| Campeonato Iberoamericano \| San Fernando \| Medalla de oro \| 62,39 m \| \| 2008 \| Juegos Olímpicos \| Pekín \| 8.º \| 58,13 m \| \| 2009 \| Campeonato de Europa por Naciones \| Leiría \| 6.º \| 58,43 m \| \| 2009 \| Campeonato del Mundo \| Berlín \| 18.º (c.) \| 56,68 m \| \| 2010 \| Campeonato de Europa por Naciones \| Bergen \| 6.º \| 55,83 m \| \| 2010 \| Campeonato de Europa \| Barcelona \| 6.º \| 61,40 m \| \| 2011 \| Campeonato de Europa por Naciones \| Estocolmo \| 5.º \| 58,71 m \| \| 2011 \| Campeonato del Mundo \| Daegu \| 16.º (c.) \| 58,34 m \| \| 2013 \| Campeonato de Europa por Naciones \| Gateshead \| 2.º \| 58,55 m \| \| 2014 \| Campeonato de Europa por Naciones \| Braunschweig \| 6.º \| 56,03 m \| \| 2014 \| Campeonato de Europa \| Zúrich \| 10.º \| 57,91 m \| \| 2015 \| Campeonato de Europa por Naciones \| Cheboksary \| 6.º \| 54,02 m \| | Representando a España en lanzamiento de jabalina \| Año \| Competición \| Sede \| Puesto \| Marca \| \| ---- \| --------------------------------- \| ------------------- \| ----------------- \| ------------ \| \| 1998 \| Campeonato del Mundo Júnior \| Annecy \| 23.º (c.) \| 45,45 m[n 1] \| \| 1999 \| Campeonato de Europa Júnior \| Riga \| 10.º \| 51,03 m \| \| 2000 \| Campeonato Iberoamericano \| Río de Janeiro \| Medalla de bronce \| 55,99 m \| \| 2001 \| Juegos Mediterráneos \| Túnez \| 6.º \| 57,78 m \| \| 2001 \| Campeonato de Europa Sub-23 \| Ámsterdam \| Medalla de plata \| 57,78 m \| \| 2002 \| Campeonato Iberoamericano \| Ciudad de Guatemala \| 4.º \| 57,78 m \| \| 2003 \| Copa de Europa \| Florencia \| 6.º \| 56,71 m \| \| 2004 \| Campeonato Iberoamericano \| Huelva \| 5.º \| 54,34 m \| \| 2004 \| Copa de Europa \| Bydgoszcz \| 5.º \| 56,46 m \| \| 2004 \| Juegos Olímpicos \| Atenas \| 22.º (c.) \| 58,45 m \| \| 2005 \| Juegos Mediterráneos \| Almería \| Medalla de bronce \| 57,78 m \| \| 2005 \| Campeonato del Mundo \| Helsinki \| 15.º (c.) \| 58,38 m \| \| 2006 \| Copa de Europa \| Málaga \| 3.º \| 60,22 m \| \| 2006 \| Campeonato de Europa \| Gotemburgo \| Medalla de bronce \| 61,98 m \| \| 2007 \| Copa de Europa \| Múnich \| 4.º \| 58,86 m \| \| 2007 \| Campeonato del Mundo \| Osaka \| 27.º (c.) \| 53,64 m \| \| 2008 \| Campeonato Iberoamericano \| San Fernando \| Medalla de oro \| 62,39 m \| \| 2008 \| Juegos Olímpicos \| Pekín \| 8.º \| 58,13 m \| \| 2009 \| Campeonato de Europa por Naciones \| Leiría \| 6.º \| 58,43 m \| \| 2009 \| Campeonato del Mundo \| Berlín \| 18.º (c.) \| 56,68 m \| \| 2010 \| Campeonato de Europa por Naciones \| Bergen \| 6.º \| 55,83 m \| \| 2010 \| Campeonato de Europa \| Barcelona \| 6.º \| 61,40 m \| \| 2011 \| Campeonato de Europa por Naciones \| Estocolmo \| 5.º \| 58,71 m \| \| 2011 \| Campeonato del Mundo \| Daegu \| 16.º (c.) \| 58,34 m \| \| 2013 \| Campeonato de Europa por Naciones \| Gateshead \| 2.º \| 58,55 m \| \| 2014 \| Campeonato de Europa por Naciones \| Braunschweig \| 6.º \| 56,03 m \| \| 2014 \| Campeonato de Europa \| Zúrich \| 10.º \| 57,91 m \| \| 2015 \| Campeonato de Europa por Naciones \| Cheboksary \| 6.º \| 54,02 m \| | Representando a España en lanzamiento de jabalina \| Año \| Competición \| Sede \| Puesto \| Marca \| \| ---- \| --------------------------------- \| ------------------- \| ----------------- \| ------------ \| \| 1998 \| Campeonato del Mundo Júnior \| Annecy \| 23.º (c.) \| 45,45 m[n 1] \| \| 1999 \| Campeonato de Europa Júnior \| Riga \| 10.º \| 51,03 m \| \| 2000 \| Campeonato Iberoamericano \| Río de Janeiro \| Medalla de bronce \| 55,99 m \| \| 2001 \| Juegos Mediterráneos \| Túnez \| 6.º \| 57,78 m \| \| 2001 \| Campeonato de Europa Sub-23 \| Ámsterdam \| Medalla de plata \| 57,78 m \| \| 2002 \| Campeonato Iberoamericano \| Ciudad de Guatemala \| 4.º \| 57,78 m \| \| 2003 \| Copa de Europa \| Florencia \| 6.º \| 56,71 m \| \| 2004 \| Campeonato Iberoamericano \| Huelva \| 5.º \| 54,34 m \| \| 2004 \| Copa de Europa \| Bydgoszcz \| 5.º \| 56,46 m \| \| 2004 \| Juegos Olímpicos \| Atenas \| 22.º (c.) \| 58,45 m \| \| 2005 \| Juegos Mediterráneos \| Almería \| Medalla de bronce \| 57,78 m \| \| 2005 \| Campeonato del Mundo \| Helsinki \| 15.º (c.) \| 58,38 m \| \| 2006 \| Copa de Europa \| Málaga \| 3.º \| 60,22 m \| \| 2006 \| Campeonato de Europa \| Gotemburgo \| Medalla de bronce \| 61,98 m \| \| 2007 \| Copa de Europa \| Múnich \| 4.º \| 58,86 m \| \| 2007 \| Campeonato del Mundo \| Osaka \| 27.º (c.) \| 53,64 m \| \| 2008 \| Campeonato Iberoamericano \| San Fernando \| Medalla de oro \| 62,39 m \| \| 2008 \| Juegos Olímpicos \| Pekín \| 8.º \| 58,13 m \| \| 2009 \| Campeonato de Europa por Naciones \| Leiría \| 6.º \| 58,43 m \| \| 2009 \| Campeonato del Mundo \| Berlín \| 18.º (c.) \| 56,68 m \| \| 2010 \| Campeonato de Europa por Naciones \| Bergen \| 6.º \| 55,83 m \| \| 2010 \| Campeonato de Europa \| Barcelona \| 6.º \| 61,40 m \| \| 2011 \| Campeonato de Europa por Naciones \| Estocolmo \| 5.º \| 58,71 m \| \| 2011 \| Campeonato del Mundo \| Daegu \| 16.º (c.) \| 58,34 m \| \| 2013 \| Campeonato de Europa por Naciones \| Gateshead \| 2.º \| 58,55 m \| \| 2014 \| Campeonato de Europa por Naciones \| Braunschweig \| 6.º \| 56,03 m \| \| 2014 \| Campeonato de Europa \| Zúrich \| 10.º \| 57,91 m \| \| 2015 \| Campeonato de Europa por Naciones \| Cheboksary \| 6.º \| 54,02 m \| | Representando a España en lanzamiento de jabalina \| Año \| Competición \| Sede \| Puesto \| Marca \| \| ---- \| --------------------------------- \| ------------------- \| ----------------- \| ------------ \| \| 1998 \| Campeonato del Mundo Júnior \| Annecy \| 23.º (c.) \| 45,45 m[n 1] \| \| 1999 \| Campeonato de Europa Júnior \| Riga \| 10.º \| 51,03 m \| \| 2000 \| Campeonato Iberoamericano \| Río de Janeiro \| Medalla de bronce \| 55,99 m \| \| 2001 \| Juegos Mediterráneos \| Túnez \| 6.º \| 57,78 m \| \| 2001 \| Campeonato de Europa Sub-23 \| Ámsterdam \| Medalla de plata \| 57,78 m \| \| 2002 \| Campeonato Iberoamericano \| Ciudad de Guatemala \| 4.º \| 57,78 m \| \| 2003 \| Copa de Europa \| Florencia \| 6.º \| 56,71 m \| \| 2004 \| Campeonato Iberoamericano \| Huelva \| 5.º \| 54,34 m \| \| 2004 \| Copa de Europa \| Bydgoszcz \| 5.º \| 56,46 m \| \| 2004 \| Juegos Olímpicos \| Atenas \| 22.º (c.) \| 58,45 m \| \| 2005 \| Juegos Mediterráneos \| Almería \| Medalla de bronce \| 57,78 m \| \| 2005 \| Campeonato del Mundo \| Helsinki \| 15.º (c.) \| 58,38 m \| \| 2006 \| Copa de Europa \| Málaga \| 3.º \| 60,22 m \| \| 2006 \| Campeonato de Europa \| Gotemburgo \| Medalla de bronce \| 61,98 m \| \| 2007 \| Copa de Europa \| Múnich \| 4.º \| 58,86 m \| \| 2007 \| Campeonato del Mundo \| Osaka \| 27.º (c.) \| 53,64 m \| \| 2008 \| Campeonato Iberoamericano \| San Fernando \| Medalla de oro \| 62,39 m \| \| 2008 \| Juegos Olímpicos \| Pekín \| 8.º \| 58,13 m \| \| 2009 \| Campeonato de Europa por Naciones \| Leiría \| 6.º \| 58,43 m \| \| 2009 \| Campeonato del Mundo \| Berlín \| 18.º (c.) \| 56,68 m \| \| 2010 \| Campeonato de Europa por Naciones \| Bergen \| 6.º \| 55,83 m \| \| 2010 \| Campeonato de Europa \| Barcelona \| 6.º \| 61,40 m \| \| 2011 \| Campeonato de Europa por Naciones \| Estocolmo \| 5.º \| 58,71 m \| \| 2011 \| Campeonato del Mundo \| Daegu \| 16.º (c.) \| 58,34 m \| \| 2013 \| Campeonato de Europa por Naciones \| Gateshead \| 2.º \| 58,55 m \| \| 2014 \| Campeonato de Europa por Naciones \| Braunschweig \| 6.º \| 56,03 m \| \| 2014 \| Campeonato de Europa \| Zúrich \| 10.º \| 57,91 m \| \| 2015 \| Campeonato de Europa por Naciones \| Cheboksary \| 6.º \| 54,02 m \| |
| Año | Competición | Sede | Puesto | Marca |
| --- | --- | --- | --- | --- |
| 1998 | Campeonato del Mundo Júnior | Annecy | 23.º (c.) | 45,45 m |
| 1999 | Campeonato de Europa Júnior | Riga | 10.º | 51,03 m |
| 2000 | Campeonato Iberoamericano | Río de Janeiro | Medalla de bronce | 55,99 m |
| 2001 | Juegos Mediterráneos | Túnez | 6.º | 57,78 m |
| 2001 | Campeonato de Europa Sub-23 | Ámsterdam | Medalla de plata | 57,78 m |
| 2002 | Campeonato Iberoamericano | Ciudad de Guatemala | 4.º | 57,78 m |
| 2003 | Copa de Europa | Florencia | 6.º | 56,71 m |
| 2004 | Campeonato Iberoamericano | Huelva | 5.º | 54,34 m |
| 2004 | Copa de Europa | Bydgoszcz | 5.º | 56,46 m |
| 2004 | Juegos Olímpicos | Atenas | 22.º (c.) | 58,45 m |
| 2005 | Juegos Mediterráneos | Almería | Medalla de bronce | 57,78 m |
| 2005 | Campeonato del Mundo | Helsinki | 15.º (c.) | 58,38 m |
| 2006 | Copa de Europa | Málaga | 3.º | 60,22 m |
| 2006 | Campeonato de Europa | Gotemburgo | Medalla de bronce | 61,98 m |
| 2007 | Copa de Europa | Múnich | 4.º | 58,86 m |
| 2007 | Campeonato del Mundo | Osaka | 27.º (c.) | 53,64 m |
| 2008 | Campeonato Iberoamericano | San Fernando | Medalla de oro | 62,39 m |
| 2008 | Juegos Olímpicos | Pekín | 8.º | 58,13 m |
| 2009 | Campeonato de Europa por Naciones | Leiría | 6.º | 58,43 m |
| 2009 | Campeonato del Mundo | Berlín | 18.º (c.) | 56,68 m |
| 2010 | Campeonato de Europa por Naciones | Bergen | 6.º | 55,83 m |
| 2010 | Campeonato de Europa | Barcelona | 6.º | 61,40 m |
| 2011 | Campeonato de Europa por Naciones | Estocolmo | 5.º | 58,71 m |
| 2011 | Campeonato del Mundo | Daegu | 16.º (c.) | 58,34 m |
| 2013 | Campeonato de Europa por Naciones | Gateshead | 2.º | 58,55 m |
| 2014 | Campeonato de Europa por Naciones | Braunschweig | 6.º | 56,03 m |
| 2014 | Campeonato de Europa | Zúrich | 10.º | 57,91 m |
| 2015 | Campeonato de Europa por Naciones | Cheboksary | 6.º | 54,02 m |

1. ↑  Con el modelo antiguo de jabalina.